# Nowa Wieś (Rybnik)
Pour les articles homonymes, voir Nowa Wieś.
Nowa Wieś est une localité polonaise de la gmina de Lyski, située dans le powiat de Rybnik en voïvodie de Silésie.